# 逊毕拉河
逊毕拉河又称逊河、逊比拉河、逊别拉河，位于中华人民共和国黑龙江省西北部，是黑龙江右岸支流，发源于黑龙江黑河市爱辉区二站乡大岭林场北部，干流向东流经孙吴县中部和逊克县北部，于逊克县车陆乡车陆湾子村以东汇入黑龙江。河长279千米，流域面积15743平方千米，河道平均比降1.76‰。年均径流量27.55亿立方米。流域内森林资源丰富，森林覆盖率70%以上。